# London South Inner (circonscription du Parlement européen)
Avant l’adoption uniforme de la représentation proportionnelle en 1999, le Royaume-Uni utilisait le système uninominal à un tour pour les élections européennes en Angleterre, en Écosse et au pays de Galles. Les conscriptions du Parlement européen utilisées dans ce système étaient plus petites que les circonscriptions régionales les plus récentes et ne comptaient chacune qu'un seul membre au Parlement européen.
La circonscription de London South Inner était l'une d'entre elles.

## Limites
1979-1984: Bermondsey; Dulwich; Greenwich; Lewisham Deptford; Lewisham East; Lewisham West; Norwood; Peckham; Streatham.
1984-1994: Dulwich; Lewisham Deptford; Lewisham East; Lewisham West; Norwood; Peckham; Southwark and Bermondsey; Streatham; Vauxhall.
1994-1999: Dulwich; Greenwich; Lewisham Deptford; Lewisham East; Lewisham West; Norwood; Peckham; Southwark and Bermondsey; Vauxhall.

## Membre du Parlement européen
| Élection | Élection | Portrait | Membre        | Parti               |
| -------- | -------- | -------- | ------------- | ------------------- |
|          | 1979     |          | Richard Balfe | Labour Co-operative |
| 1989     |          |          | Richard Balfe | Labour Co-operative |
| 1994     |          |          | Richard Balfe | Labour Co-operative |

## Résultats des élections
Les candidats élus sont indiqués en gras.
| Parti         | Parti                | Candidat             | Voix    | %    | ±     |
| ------------- | -------------------- | -------------------- | ------- | ---- | ----- |
|               | Travailliste         | Richard Balfe        | 85,079  | 61,0 | +9.0  |
|               | Conservateur         | Andrew Boff          | 25,859  | 18,6 | -7.5  |
|               | Libéral Démocrate    | A.P. Graves          | 20,708  | 14,9 | +9.0  |
|               | Green                | W.S.B. Collins       | 6,570   | 4,7  | -10.4 |
|               | Natural Law          | M.C. Leighton        | 1,179   | 0,8  | New   |
| Majorité      | Majorité             | Majorité             | 59,220  | 42,4 | +16.5 |
| Participation | Participation        | Participation        | 139,395 | 27,3 | -5.6  |
|               | Travailliste retenir | Travailliste retenir | Swing   |      |       |